# Horcón (Chile)
Horcón es un pueblo de pescadores del litoral central de la Región de Valparaíso. Administrativamente, Horcón pertenece a la comuna de Puchuncaví y se ubica a 52 kilómetros al norte de la Capital Regional, (Valparaíso) y a 163 al noroeste de Santiago.

## Geografía
Horcón es un pueblo ubicado en una pequeña y protegida bahía que mira hacia el norte, posee una playa en la caleta, y es sin duda la Caleta Balneario más pintoresca de todo el litoral central de Chile. Junto a la población de pescadores, viven artesanos y artistas.
Entre sus balnearios se encuentra la playa Cau Cau y playa de Los Tebos. En Horcón también se encuentra Playa Luna, la única playa nudista oficialmente reconocida en Chile.
La caleta se encuentra unida al puerto de Las Ventanas —que alberga un balneario popular y una refinería de petróleo— y a los sectores de La Greda y La Chocota, que en conjunto poseen una población de más de 5000 habitantes.

## Historia
Horcón se convirtió en un lugar reconocido para la población LGBT de Chile, transformándose durante gran parte del siglo XX en un lugar frecuente de encuentro sexual entre homosexuales y pescadores, quienes practicaban usualmente el rol activo. Horcón era una de las localidades más pobres de los alrededores de Valparaíso, y a ella llegó a instalar su residencia veraniega el acaudalado empresario Federico Claude, heredero de Federico Schwager y sus compañías de carbón. Junto a Claude arribaron varios de sus amigos, quienes habitualmente tenían sexo con los pescadores a cambio de beneficios, como alimentos o variados enseres, ejerciendo una suerte de prostitución implícita y que las mujeres de la caleta debieron soportar para poder subsistir.
La llegada del hippismo durante los años 1960, las mejoras en la calidad de vida de los habitantes de la localidad y el aumento de las libertades para homosexuales en el país, produjo un declive en las actividades homosexuales en Horcón, lo que ha llegado a convertirse actualmente en un tabú para dicha caleta.